# Barriera corallina del Belize

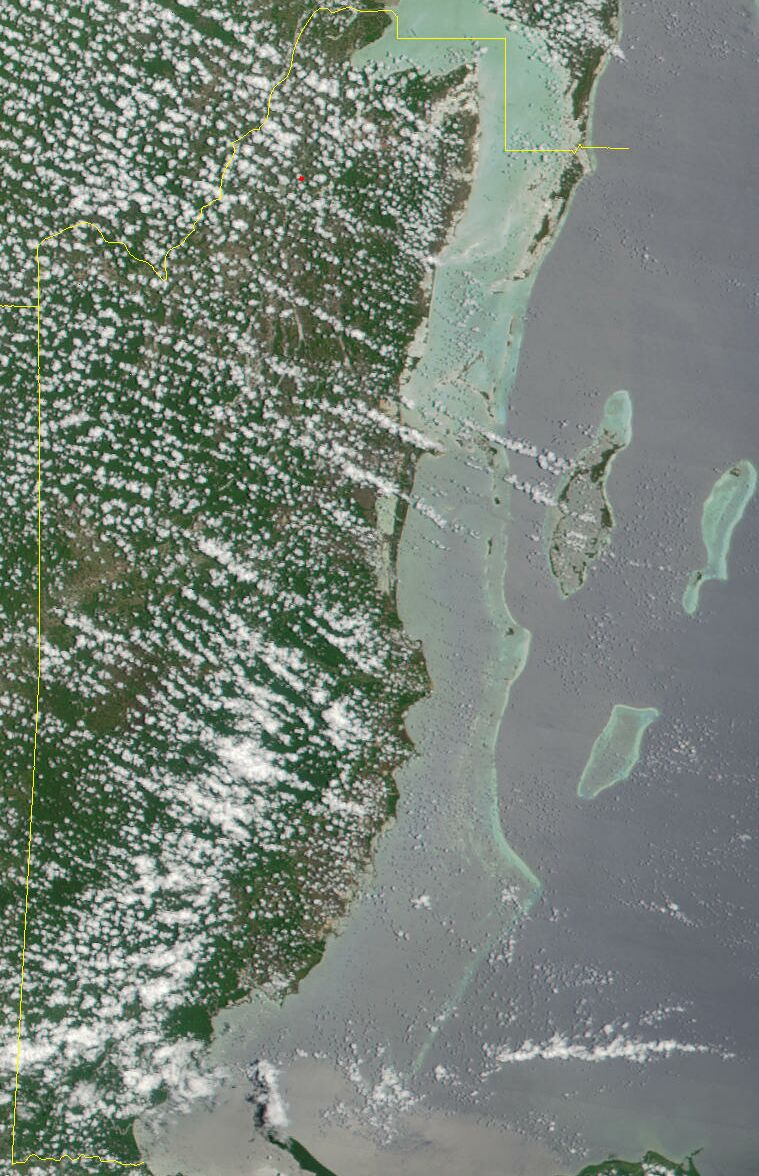
La barriera corallina del Belize vista dal satellite

La Barriera corallina del Belize è una barriera corallina situata nelle acque del Mar dei Caraibi, in Belize, a circa 300 metri dalla costa a nord, e a 40 km a sud. Ha una lunghezza complessiva di 300 km, e fa parte del Sistema di Barriere Coralline Mesoamericane. È la più grande barriera corallina dell'emisfero boreale ed è seconda solo alla grande barriera corallina australiana.
Fanno parte del sistema naturale della barriera corallina del Belize anche atolli, spiagge, lagune e foreste di mangrovie. Qui trovano riparo specie in pericolo di estinzione come ad esempio i lamantini, le tartarughe marine e i coccodrilli americani. Nel 1996 la Belize Barrier Reef è stata inserita nell'elenco dei Patrimoni dell'umanità dell'UNESCO.
È la maggiore attrazione turistica del Belize, attira almeno la metà dei 260 000 turisti, ed è necessaria per l'industria ittica. Charles Darwin la descrisse come "la più importante barriera delle Indie Occidentali" nel 1842.

## Specie
La barriera corallina del Belize è la patria di migliaia di specie di piante e animali. Alcuni esempi includono 65 specie di coralli,500 specie di pesci, oltre a squali balena, delfini, granchi, cavallucci marini, stelle marine, lamantini, coccodrilli americani, e molte specie di uccelli e tartarughe. Le aragoste sono catturate ed esportate dalla barriera corallina. Il 90% delle specie endemiche presenti non sono ancora state scoperte..

## Protezione ambientale
Una larga fetta della barriera è protetta del Belize Barrier Reef Reserve System, che comprende sette riserve marine, 450 cay e tre atolli. Copre un totale di 960 km², tra cui:
- Glover's Reef Marine Reserve
- Great Blue Hole
- Half Moon Caye Natural Monument
- Hol Chan Marine Reserve
- I Cay comprendono: Ambergris Caye, Caye Caulker, Caye Chapel, St. George's Caye, English Caye, Rendezvous Caye, Gladden Caye, Ranguana Caye, Long Caye, Maho Caye, Blackbird Caye, Three Coner Caye.

A causa dell'eccezionale bellezza, e per la conservazione delle specie endemiche, la barriera è stata inserita tra i patrimoni dell'umanità dell'UNESCO nel 1996.
Nonostante queste misure protettive la barriera è a rischio a causa dell'inquinamento dell'oceano, del turismo incontrollato, della navigazione e della pesca. Uragani, riscaldamento globale e l'aumento della temperatura oceanica sono le principali cause di pericolo, portando allo sbiancamento dei coralli. Secondo gli scienziati il 40% della barriera è stata rovinata dal 1998.
Per questo motivo, dal 2009, l'UNESCO ha inserito la barriera tra i patrimoni dell'umanità in pericolo. Nel 2018 però, a seguito di nuove azioni di tutela dell'ambiente della barriera corallina condotte dal governo, il sito è stato cancellato dalla lista dei patrimoni in pericolo.